# Szyszki (województwo śląskie)
Szyszki – wieś w Polsce położona w województwie śląskim, w powiecie zawierciańskim, w gminie Szczekociny.
W dobie Sejmu Wielkiego Szyszki należały do powiatu lelowskiego.
W latach 1975–1998 miejscowość położona była w województwie częstochowskim.

## Nazwa
Miejscowość była wzmiankowana w formach Shishki (1529), Szyszki (1581). Jest to nazwa topograficzna wywodząca się od słowa szyszka.